# MTO-11CA

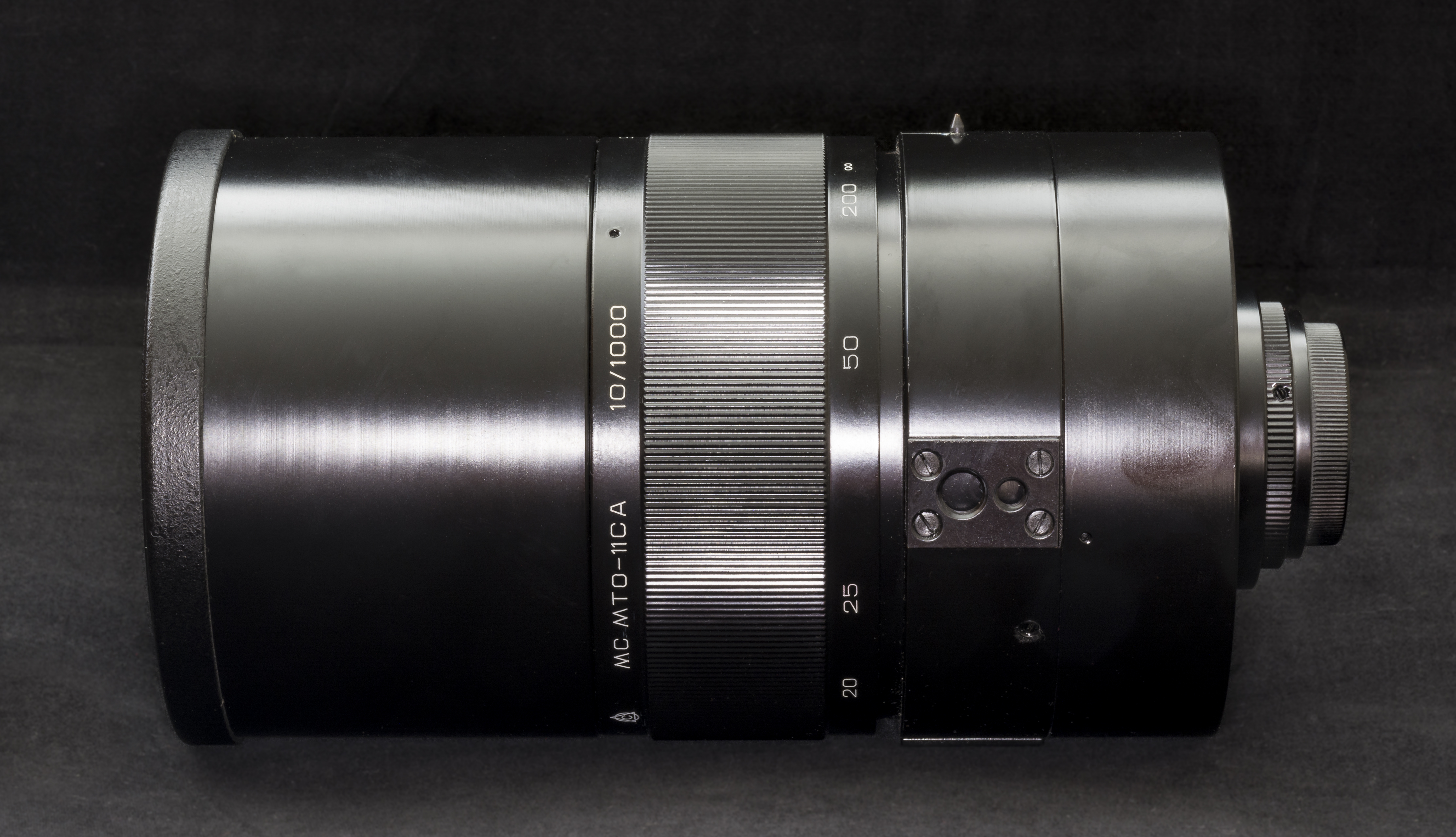
Obiektyw MC MTO-11CA

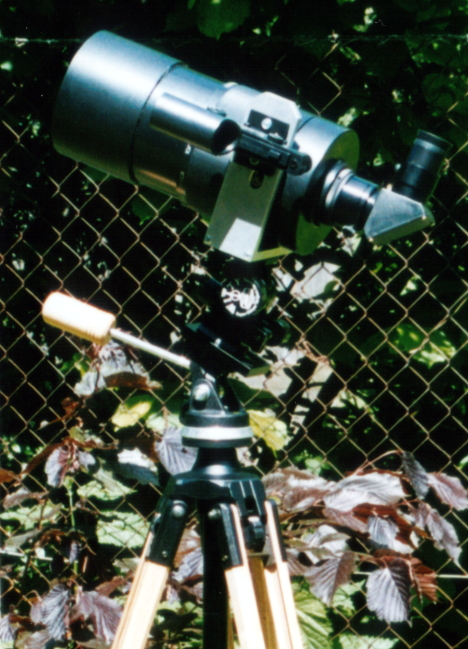
Teleskop zbudowany na bazie МС МТО-11CA

MTO-11CA – rosyjski obiektyw fotograficzny. Obiektyw posiada pokryty wielowarstwowymi powłokami system optyczny Maksutova-Cassegraina i jest oparty na meniskowym zwierciadle korygującym oraz głównym zwierciadle parabolicznym. Średnia rozdzielczość optyczna 35 linii/mm w centrum kadru i około 22 linii/mm na krawędzi kadru. Średnica czynna 100 mm, ogniskowa 1000 mm, długość całego obiektywu 240 mm. Gwint wyjściowy M42 (aparaty typu Zenit), gwint do mocowania filtrów M116x1, posiada wbudowaną osłonę przeciwsłoneczną. Po dodaniu okularu stosowany także w astronomii jako teleskop.